# Macrosolen crassus
Macrosolen crassus är en tvåhjärtbladig växtart som beskrevs av Danser. Macrosolen crassus ingår i släktet Macrosolen och familjen Loranthaceae. Inga underarter finns listade i Catalogue of Life.